# محمد لارتی
محمد لارتی (انگلیسی: Mohammed Lartey؛ زادهٔ ۴ دسامبر ۱۹۸۶) بازیکن فوتبال اهل آلمان است.
از باشگاه‌هایی که در آن بازی کرده‌است می‌توان به باشگاه فوتبال هولشتاین کیل، باشگاه فوتبال روت وایس اهلن، و باشگاه فوتبال هانزا روستوک اشاره کرد.